# Astragalus moranii
Astragalus moranii är en ärtväxtart som beskrevs av Rupert Charles Barneby. Astragalus moranii ingår i släktet vedlar, och familjen ärtväxter. Inga underarter finns listade i Catalogue of Life.